# Păsările stimfaliene
Păsările stimfaliene (în greacă Στυμφαλίδες ὄρνιθες, transliterat: Stymfalídes Órnithes) sunt un grup de păsări-gigant din mitologia greacă. 
Numele acestora este dat de faptul că trăiau într-o mlaștină de lângă orașul Stimfal.

## Caracteristici
Păsările stimfaliene erau descrise ca fiind mâncătoare de oameni, având ciocuri de bronz, pene metalice ascuțite pe care le puteau arunca spre victimele lor și excremente otrăvitoare.
„Acestea zboară către cei care vin să le vâneze, rănindu-i și omorându-i cu pliscurile lor. Orice armură de bronz sau fier pe care ar purta-o oamenii este străpunsă de păsări; dar dacă se țese un veșmânt din plută groasă, ciocurile păsărilor stimfaliene se încurcă în acesta, precum aripile de păsări mai mici care se înțepenesc în lipici. Aceste păsări sunt de mărimea unei macarale și se aseamănă cu ibisul, dar cu un cioc mult mai puternic și nu așa încovoiat ca al acestuia.”—Pausania, Descrierea Greciei, 8.22.5

## Mitologie

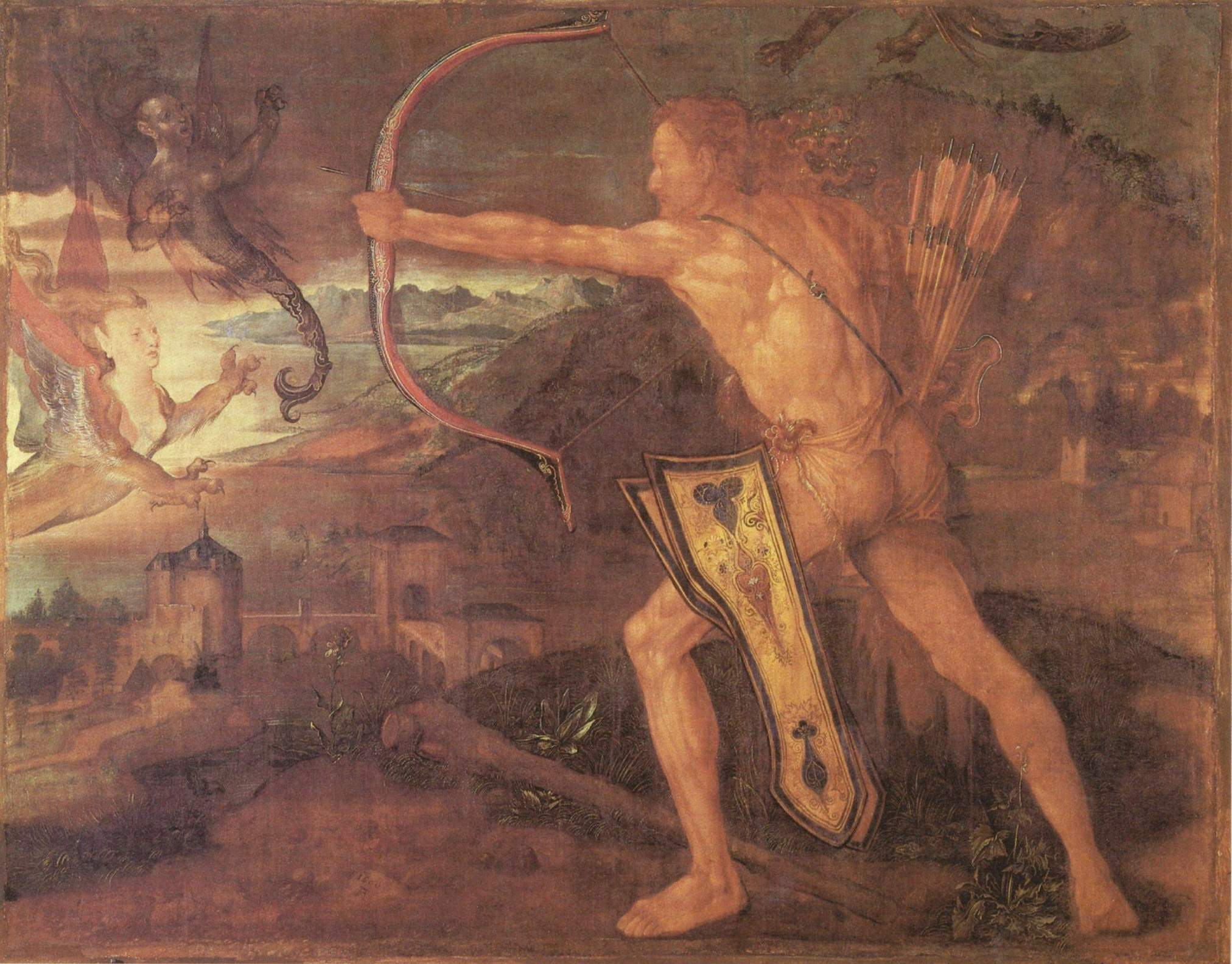
Hercule ucigând păsările stimfaliene, Albrecht Dürer, 1500.

Păsările erau considerate fie animalele de companie ale lui Artemis, zeița vânătorii, fie ca fiind crescute de Ares, zeul războiului. Au migrat într-o mlaștină de lângă Stimfal, Arcadia, pentru a scăpa de o haită de lupi, iar acolo s-au înmulțit repede și s-au năpustit peste satele învecinate, distrugând recolte, livezi și atacând populația locului.

### A șasea muncă a lui Heracle
Păsările stimfaliene au fost ucise de Heracle în ceea ce a fost a șasea muncă a sa în slujba lui Euristeu. 
Conform legendei, semizeul nu putea să intre în mlaștină pentru a ajunge la cuiburile păsărilor, deoarece pământul moale nu i-ar fi suportat greutatea. Atena, observând situația acestuia, i-a oferit un obiect de zdrăngănit numit krotala și asemănător castanietelor, pe care Hefaistos îl făcuse special pentru el. Heracle a scuturat krotala pe un munte de deasupra lacului și, astfel, a înspăimântat păsările, care au început să zboare. Acestea au devenit astfel o țintă ușoară pentru săgețile lui Heracle, unse cu sângele otrăvit al Hidrei. 
Restul au părăsit locul și nu au mai au pus în pericol Arcadia niciodată, refugiindu-se pe insula Aretia din Marea Neagră, loc în care au fost întâlnite din nou de către argonauți. Heracle a adus câteva dintre stimfalidele ucise lui Euristeu ca dovadă a succesului său.
Potrivit lui Mnasea, acestea nu erau păsări, ci fiicele lui Stimfal (fondator mitologic al orașului omonim) și Ornida, care au fost ucise de Heracle pentru că nu l-au primit cu mai multă ospitalitate. În templul Artemidei din Stimfal, însă, acestea au fost reprezentate ca păsări, ceea ce ar confirma varianta mitică originală.